# Castello di Monteregio
Il castello di Monteregio si trova nel centro storico di Massa Marittima, nel punto di passaggio tra la Città Vecchia altomedievale e la Città Nuova sviluppatasi dal tardo Medioevo in poi.

## Storia
La fortificazione, costruita dagli Aldobrandeschi nel IX secolo, fu il primo edificio del centro storico di Massa Marittima, attorno al quale si sviluppò l'attuale cittadina. Ben presto, però, gli Aldobrandeschi cedettero il castello ai vescovi, a seguito del trasferimento della loro sede da Populonia.
In epoca Duecentesca, il complesso fu ceduto al Comune, che ne fece la sede dei reggenti; tuttavia, a seguito della conquista di Massa Marittima da parte dei senesi, il luogo andò incontro ad un lunghissimo periodo di declino.
Nei secoli successivi furono numerosi i passaggi di proprietà tra varie famiglie locali; nel corso dell'Ottocento divenne sede dell'ospedale Sant'Andrea grazie a ingenti donazioni di alcune facoltosi famiglie massetane.
Durante il secolo scorso, a seguito del trasferimento dell'ospedale in una struttura più moderna e funzionale, il complesso ha ospitato per molto tempo una casa di riposo; negli ultimi anni sono iniziati i lavori di recupero per riportare la struttura agli antichi splendori.
La notte del 21 marzo 2015 un incendio è scoppiato all'interno dell'ospedale; secondo le autorità è stato appiccato a dei vecchi documenti, ma non è stato capito se l'incendio è stato appiccato di proposito o per errore. Le fiamme sono state domate dai vigili del fuoco in poco tempo.

## Aspetto attuale
Il castello di Monteregio si presenta come un'imponente struttura oramai inglobata nel tessuto urbano del centro storico di Massa Marittima.
Pur presentando alcuni elementi medievali, il complesso è andato incontro a varie modifiche nel corso dei secoli successivi, delle quali sono evidenti sia gli interventi cinquecenteschi che quelli effettuati tra il Settecento e il secolo scorso.

## Curiosità
La collina di Monteregio, sulla quale sorgono sia il castello che e il centro storico di Massa Marittima, ha conferito la denominazione alle varie tipologie di vino DOC prodotto nell'area delle Colline Metallifere grossetane che occupa interamente la parte nord-occidentale della provincia.